# Osokoriwka (rejon nowoworoncowski)
Osokoriwka (ukr. Осокорівка) – wieś na południu Ukrainy, w obwodzie chersońskim, w rejonie nowoworoncowskim. 2 747 mieszkańców.